# رولف أرمسترونغ
رولف أرمسترونغ (بالإنجليزية: Rolf Armstrong)‏ هو رسام أمريكي، ولد في 21 أبريل 1889 في باي سيتي في الولايات المتحدة، وتوفي في 22 فبراير 1960 في أواهو في الولايات المتحدة.